# Thomas Wyatt
Thomas Wyatt   (Maidstone, 1503 (Gregorià) - Londres, 11 d'octubre de 1542) fou un poeta anglès responsable de la introducció del sonet (sonet anglès) i de bona part de les idees del renaixement en la literatura en aquesta llengua, conceptes que conegué en les seves tasques com ambaixador a Roma. La seva obra inclou traduccions de Petrarca, versions de clàssics llatins com Horaci i poemes propis, farcits de conceptes obscurs que donarien peu a la poesia metafísica del barroc britànic. Un incident polític, probablement relacionat amb un amor il·lícit amb Anna Bolena, li valgué uns anys de presó, on continuà escrivint, sobretot poemes d'amor i dolor.